# 竹原レイラ
竹原 レイラ（たけはら レイラ、2000年3月21日 - ）は、日本の女子バスケットボール選手である。ポジションはパワーフォワード。

## 来歴
アメリカ合衆国生まれ、兵庫県出身。
父はガーナ人、母は日本人。
大阪桐蔭高校3年次にウィンターカップ優勝など全国大会で活躍。年代別日本代表を経験し、日本A代表候補にも選出。
2018年1月、同期の永井唯菜とともに三菱電機にアーリーエントリーを経て加入。
同年、ジャカルタアジア大会に出場する日本B代表に選出され、銅メダル獲得。
2020年、三菱電機を退団。

## 経歴
- 大阪桐蔭高 - 三菱電機（2017年〜2020年）

## 日本代表歴
- 2017 U17ワールドカップ
- 2018 U18アジアカップ 準優勝
- 2018 アジア大会 3位